# East Sussex
East Sussex er et grevskab i England. Administrationsbyen (county town) er Lewes.
East Sussex grænser op til Kent, Surrey og West Sussex. Mod syd ligger Den engelske kanal.
I 1888 blev det oprindelige grevskab Sussex opdelt i to grevskaber. Sussex bestod som et ceremonielt grevskab til 1974, da det også blev delt i to. Området Mid Sussex blev lagt sammen med West Sussex.
I 1997 fik Brighton and Hove selvstyre og fik status som by i 2000.

## Byer og Stednavne
- Bexhill-on-Sea, Brighton
- Crowborough
- Ditchling
- Eastbourne
- Falmer
- Hailsham, Hartfield, Hastings, Heathfield
- Lewes
- Mayfield
- Newhaven
- Peacehaven, Pevensey, Polegate, Portslade
- Rye
- Seaford
- Uckfield
- Wadhurst, Willingdon

## Seværdigheder
- Ashdown Forest
- Bateman's
- Beachy Head
- Bodiam Castle
- Ditchling Common
- Jernbaner: Bluebell Railway, Lavender Line Steam Railway, Kent & East Sussex Railway
- Herstmonceux Castle
- South Downs Way
- University of Sussex